# Robert Wald
Robert Wald (29 giugno 1947) è un fisico statunitense noto per i suoi contributi teorici alla fisica della gravitazione. I suoi interessi di ricerca includono la relatività generale, i buchi neri e la gravità quantistica. È anche divulgatore scientifico e autore di libri di testo.

## Opere
- (EN) Robert M., General Relativity, University of Chicago Press, 1984, ISBN 0-226-87033-2.